# Разделці
Разде́лці (болг. Разделци) — село в Тирговиштській області Болгарії. Входить до складу общини Антоново.

## Населення
За даними перепису населення 2011 року у селі проживали 254 особи.
Національний склад населення села:
| Національність   | Кількість осіб | Відсоток |
| ---------------- | -------------- | -------- |
| турки            | 207            | 83,1%    |
| болгари          | 42             | 16,9%    |
| цигани           | 0              | 0%       |
| інша             | 0              | 0%       |
| не визначились   | 0              | 0%       |
| Всього відповіли | 249            |          |

Розподіл населення за віком у 2011 році:
Динаміка населення: